# 小行星1435
小行星1435（1435 Garlena）是一颗绕太阳运转的小行星，为主小行星带小行星。该小行星于1936年11月23日发现。
該小行星以德國軌道計算員W·蕭伯（W. Schaub）教授的熟人命名。

## 轨道参数
小行星1435的轨道半长轴为2.6474806 UA，离心率为0.249。